# Kānī Kabūd
Kānī Kabūd (persiska: كانی كَبودِ مَران, کانی کبود, Kānī Kabūd-e Marān) är en ort i Iran.   Den ligger i provinsen Kurdistan, i den nordvästra delen av landet, 400 km väster om huvudstaden Teheran. Kānī Kabūd ligger 2 293 meter över havet och antalet invånare är 196.
Terrängen runt Kānī Kabūd är platt åt sydost, men åt nordväst är den kuperad. Runt Kānī Kabūd är det ganska glesbefolkat, med 28 invånare per kvadratkilometer. Närmaste större samhälle är Takāb, 19,2 km nordost om Kānī Kabūd. Trakten runt Kānī Kabūd består i huvudsak av gräsmarker.